# Фитцджеймс, Джеймс, 1-й герцог Бервик
Джеймс Фитцджеймс, 1-й герцог Бервик, 1-й герцог де Лирия-и-Херика, 1-й герцог де Фитц-Джеймс (англ. James FitzJames, 1st Duke of Berwick, 1st Duke of Liria and Jérica, 1st Duke of Fitz-James; фр. Jacques Fitz-James, duc de Berwick; 21 августа 1670, Мулен (ныне — в департаменте Алье), Франция — 12 июня 1734, Филипсбург, Германия) — французский полководец шотландского происхождения, маршал Франции (1706).

## Биография

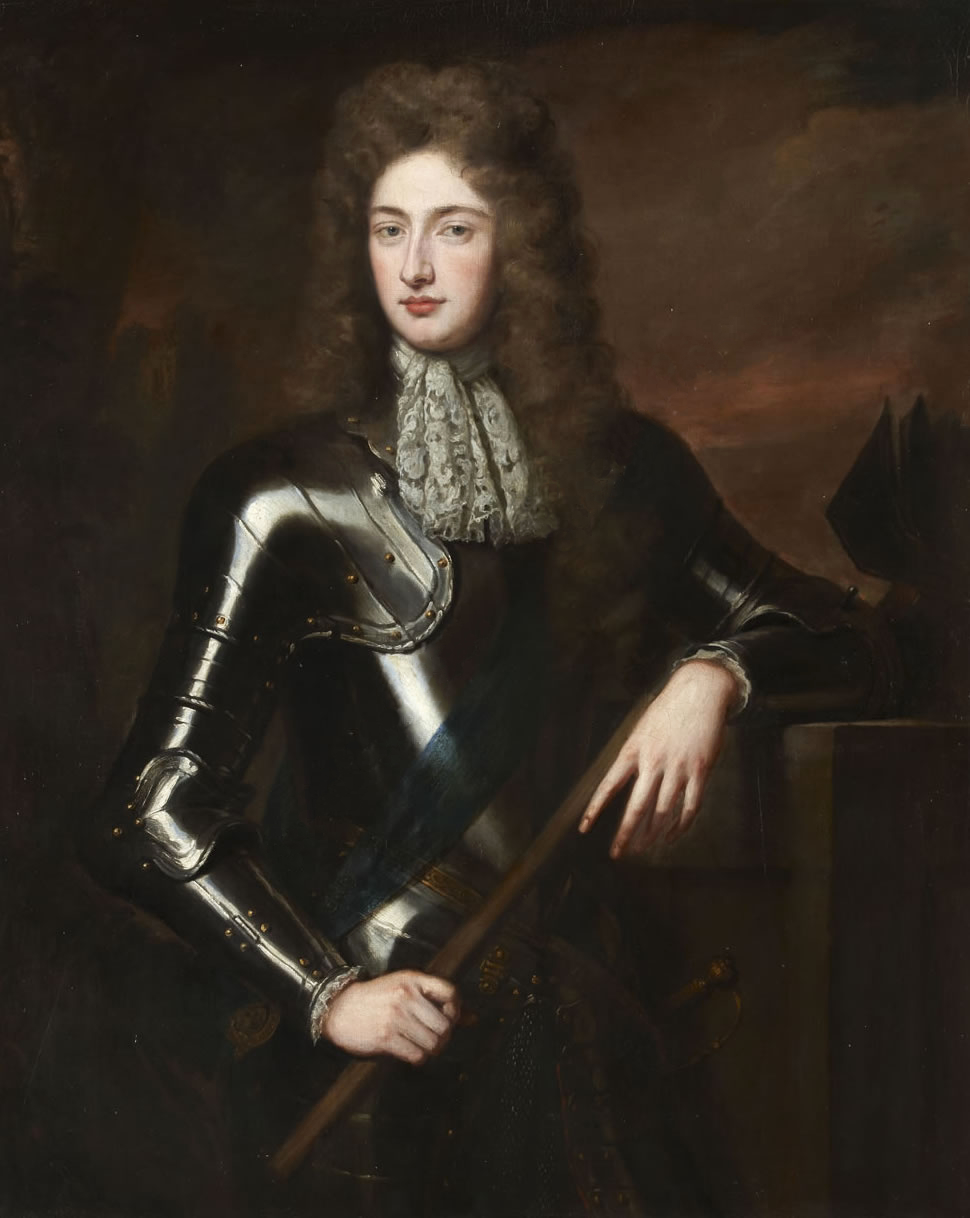
Портрет герцога Бервика кисти Бенедетто Дженнари (ок. 1691)

Джеймс Фитцджеймс, будучи внебрачным сыном английского короля Якова II и Арабеллы Черчилль (сестры герцога Мальборо), родился во французском Мулене ещё до прихода отца на трон. Вырос в католической вере, воспитывался в католических колледжах Жюли, дю Плесси и Ла-Флеш.
По окончании Ла-Флеш шестнадцатилетний Джеймс поступил в армию Карла Лотарингского, отправился на войну с турками и участвовал в осаде Буды и битве при Мохаче. Тогда же, в 1687 году получил от отца титулы герцога Бервика, графа Тинмаута и барона Босворта.
Вернувшись в Англию, Джеймс получил от отца пост губернатора Портсмута и Орден Подвязки, но в 1688 году король Яков II был низложен, награждение не состоялось, и сыну с отцом пришлось бежать из страны.
Джеймс сопровождал отца в ходе Ирландской кампании, в 1689 году участвовал в осаде Дерри, а в 1690 году в сражении на реке Бойн, где был тяжело ранен.
После окончательного разгрома якобитов завербовался во французскую армию и воевал против Англии в битвах Девятилетней войны. Принимал участие в военных действиях 1691 и 1692 годов во Фландрии. За оказанные им там подвиги Людовик XIV произвел Бервика в генерал-лейтенанты и принял во французское подданство. В битве при Ландене он попал в плен к англичанам и был выпущен в обмен на герцога Ормонда.
Во время войны за испанское наследство он в 1704 году командовал войсками в Испании, а в 1705 году послан был в Лангедок против камизаров, с которыми обращался крайне жестоко. После этого Бервик получил под командование французские войска в Италии.
Блестящий поход Фитцджеймса на Ниццу в 1706 году принес ему титул Маршала Франции. 25 апреля 1707 года Фитцджеймс выиграл ключевую битву при Альмансе (примечательно, что в битве французскими войсками командовал англичанин, а англо-голландскими — француз). За эту битву король Франции вознаградил его титулом герцога де Фитц-Джеймс, а король Испании — титулом герцога де Лириа-и-Херика.
В 1708 году Бервик командовал войсками сначала на Рейне, а потом в Савойе, а в сентябре 1714 года Фитцжеймс командовал последним важным сражением войны — штурмом Барселоны.
После непродолжительного мирного губернаторства в Гиени, с началом войны Союза Четырёх против Испании Фитцджеймс вновь повёл войска в Испанию. В 1719 году он вторгся в Страну Басков, но из-за эпидемии в войсках отступил. После этой короткой кампании последовал длительный мир.
В 1733 году, в начале войны за польское наследство, Фитцджеймс был призван командовать Рейнской армией Франции. 12 июня 1734 года, при Филипсбурге, он был убит пушечным ядром.

## Семья
Жёны Фитцджеймса происходили из знатных якобитских родов в изгнании.
В 1695 году он взял в жёны Онору де Бург (1675—1698), дочь 7-го графа Клэнрикарда, вдову графа Лукана. Она умерла три года спустя. В этом браке родился один ребёнок:
- Джеймс Френсис Фитцджеймс (1696—1738), 2-й герцог Бервик, 2-й герцог де Лириа-и-Херика, более известный просто как герцог де Лириа, был послом Испании в России в 1727—1730 годах[1]. Женат был на наследнице графства Монтеррей из семьи «португальских Колумбов». Их потомки выстроили в Мадриде дворец Лириа; с 1802 года они также носят старинный кастильский титул герцогов Альба. Главой рода в 2010 году был 14-й герцог Бервик.

18 апреля 1700 года Фитцджеймс женился на Анне Балкли (1675—1751), в браке с которой имел десять детей:
- Жак де Фитцджеймс (1702—1721), 2-й герцог де Фитц-Джеймс;
- Генриетта де Фитцджеймс (1705—1739), вышла замуж за Жан-Батиста-Луи графа де Клермон д’Амбуаз (Jean-Baptiste-Louis, comte de Clermont d’Amboise);
- Франсуа де Фитцджеймс (1709—1764), 3-й герцог де Фитц-Джеймс, епископ Суассонский;
- Лаура-Анна де Фицджеймс (1710—1766), вышла замуж за Иоахима-Луи де Монтегю, маркиза де Бузоль (Joachim-Louis de Montagu, marquis de Bouzols);
- Генри де Фитцджеймс[фр.] (1711—1731), губернатор Лимузена;
- Шарль де Фитцджеймс (1712—1787), 4-й герцог де Фитц-Джеймс;
- Мария-Эмилия де Фицджеймс (1715—1770), вышла замуж за Фрарсуа-Мари де Перуса, графа де Кар (François-Marie de Pérusse, comte des Cars);
- Эдуард де Фицджеймс (1716—1758);
- Анна-София де Фицджеймс (1718—1763), ушла в монастырь;
- Анна де Фицджеймс (1720—1721).